# 우크라이나 공산당
우크라이나 공산당(우크라이나어: Комуністична партія України; 러시아어: Коммунистическая партия Украины)은 우크라이나의 공산당이다. 1991년에 금지되었던 소련 시대 우크라이나 공산당의 후계자로서 1993년에 설립되었다. 이 당은 모스크바에 기반을 둔 공산당 연합 – 소련 공산당의 회원이며, 구소련의 모든 공산주의 정당들을 위한 포괄적인 조직이다. 이 정당은 창당된 이래로 페트로 시모넨코에 의해 이끌어 왔다.
우크라이나의 공산당은 오랜 역사를 가지고 있다. 소련의 붕괴와 함께, 소련 시대 우크라이나 공산당의 당원들은 공산당이 금지된 후 우크라이나 사회당과 다른 작은 정당들을 만들었다. 1993년에 부활한 후, 공산당은 1994년부터 1918년까지 공산주의자들을 위한 의회 대표 기간을 끝낸 2014년 우크라이나 총선까지 우크라이나 의회에서 대표했다. 1990년부터 1998년까지 자유롭고 공정한 선거의 첫 8년 동안 우크라이나 의회 선거에서 공산당과 그의 전임자는 가장 큰 정치 세력이었다. 1990년부터 1998년까지 자유롭고 공정한 선거의 첫 8년 동안 우크라이나 의회 선거에서 공산당과 그의 전임자는 가장 큰 정치 세력이었다.
우크라이나 사회학자 볼로디미르 이셴코에 따르면, 2010년대에 당은 "친노동자 계급이 아닌 보수적이고 친러시아적인 집단으로 전락했고, 점차 유권자와 당원 자격을 잃었다"라고 말했다.
2022년 러시아의 우크라이나 침공 당시, 당은 친러시아 입장을 취했다. 결과적으로, 당의 금지는 유지되었고 그것의 자산은 2022년 7월에 국가에 의해 압류되었다.

## 같이 보기
- 우크라이나 반파시스트 위원회